# Castelo de Hohenstein
O Château de Hohenstein é um castelo em ruínas situado na estrada entre Oberhaslach e Wangenbourg, não muito longe do Château du Nideck, na comuna de Oberhaslach em Bas-Rhin, na França.
Propriedade do estado, está listado desde 1898 como monumento histórico pelo Ministério da Cultura da França.